# Substanz P
Substanz P ist ein Neuropeptid aus elf Aminosäuren (Primärstruktur: Arg–Pro–Lys–Pro–Gln–Gln–Phe–Phe–Gly–Leu–Met–NH2). Es gehört zur Gruppe der Neurokinine (früher auch als Tachykinine bezeichnet) und wird von Nervenzellen, aber auch von Leukozyten gebildet.

## Entdeckung
In den Jahren 1930/31 isolierte der schwedische Postgraduate-Student und spätere Nobelpreisträger Ulf Svante von Euler im Henry Dale Laboratorium in London aus Darmextrakten eine nicht näher definierte Substanz. Für pharmakologische Untersuchungen stand diese als ein „stable dry powder“ zur Verfügung. Das P aus dem Wort powder (Pulver) wurde zur Kennzeichnung der Substanz verwandt und ist bis heute Teil des Namens Substanz P (SP).
Die peptidchemische Gruppe von Susan E. Leeman isolierte die Substanz aus dem Hypothalamus und ermittelte 1971 die Struktur als ein Undekapeptid mit der Sequenz Arg-Pro-Lys-Pro-Gln-Gln-Phe-Phe-Gly-Leu-Met-NH2. Von der Leeman-Gruppe erfolgte dann auch die Totalsynthese.
Zwischenzeitlich hatte der italienische Pharmakologe V. Ersparmer mit seiner Gruppe aus Kaltblütern zwei Peptide (Eledoisin und Physalaemin) isoliert und deren Struktur aufgeklärt. Mit Substanz P haben diese die C-terminale Pentapeptidsequenz gemeinsam und lösen wie diese bei Applikation am Darm eine typische schnelle Kontraktion aus. Wegen dieser schnellen glattmuskulären Kontraktion werden diese Peptide als Tachykinine bezeichnet (nach altgriechisch ταχύς tachýs, deutsch ‚schnell‘, und κινέειν kinéein, deutsch ‚bewegen‘).

## Rezeptor
Der endogene Rezeptor für Substanz P ist der Neurokinin-1-Rezeptor (NK 1-R). Andere Neurokinin-Subtypen und Neurokinin-Rezeptoren sind bekannt. Die essentielle Sequenz für Substanz P ist das C-terminale Pentapeptid. Nach der Bildung von Substanz P an den NK-1 erfolgt eine Internalisierung durch Clathrin-abhängige Mechanismen. Nachfolgend wird Substanz P abgebaut und der Rezeptor re-expressed an der Zelloberfläche.
Ob für die durch Abbau freigesetzten N-terminalen Substanz P-Sequenzen gesonderte targets und damit zusammenhängende Funktionen existieren, wird diskutiert.

## Vorkommen und Funktion
Substanz P wurde zunächst als Neurotransmitter bei Schmerzrezeptoren (Nozizeptor) und schmerzleitenden C-Fasern angesehen. Wird ein solcher Rezeptor stärker erregt, setzt er Substanz P frei. Diese Freisetzung kann orthodrom oder antidrom erfolgen. Bei lokalen Entzündungen wird sie von den afferenten Neuronen der Spinalnerven und in Projektionsbahnen der Rückenmarksbahnen gebildet.
Substanz P bewirkt eine starke Erweiterung der Blutgefäße und steigert die Durchlässigkeit der Gefäßwand. Zudem bewirkt sie eine Steigerung der Sensitivität der Schmerzneurone im Rückenmark. Substanz P reguliert auch die zielgerichtete Einwanderung von Leukozyten (Chemotaxis). Leukozyten exprimieren sowohl Substanz P als auch den Substanz-P-Rezeptor (Neurokinin-1 Rezeptor, NK-1R).
Auch in der Zahnpulpa und im Dentin von Mensch und Kaninchen wurde Substanz P nachgewiesen und seine Rolle beim Entstehen des pulpalen Schmerzes diskutiert. In einer aktuellen Arbeit wurde diese Hypothese durch Untersuchungen zur erhöhten Exprimierung des NK.1-R, bei Schmerz- und Entzündungszuständen in der menschlichen Zahnpulpa untermauert.
Capsaicin, eine Substanz aus Paprika (insbesondere Chilis, den scharfen Vertretern der Paprika), aktiviert die Hitzerezeptoren in den Schleimhäuten von Mund und After, was zur Ausschüttung von Substanz P ins Gewebe und zu schmerzartigen Empfindungen führt. Bei regelmäßiger Verwendung von Capsaicin gewöhnt sich der Körper daran und die Menge an ausgeschütteter Substanz P wird geringer. Dies wird mit einer vermehrten Ausschüttung körpereigener Opioide, der Endorphine und Enkephaline erklärt.
Innerhalb der Säugetiere fehlt Substanz P beim Nacktmull, der damit vermutlich eine gewisse Schmerzunempfindlichkeit hat.
Substanz P ist wahrscheinlich ein „key responder“ bei der Einwirkung der meisten Stressoren – mit dem Ziel die Homöostase des Organismus zu gewährleisten. Deshalb wird Substanz P auch als ein regulatorisches Peptid charakterisiert.
Umfangreiche Untersuchungen existieren zur Interaktion von Substanz P mit dem aminergen System des Nebennierenmarks. Dadurch könnte Substanz P über eine Homöostasesicherung des aminergen Systems zur Bewältigung von Stresssituationen beitragen.
Auch für die Nase wird zur Substanz P eine Rolle als „first-line defense mechanism“ diskutiert.

## Klinische Relevanz
Substanz-P-Antagonisten sind augenblicklich stark im Fokus der wissenschaftlichen Forschung, z. B. für Schmerztherapie und als Antidepressivum. Ein Überschuss an Substanz P wird als eine mögliche Ursache der Fibromyalgie diskutiert. Außerdem kann Substanz P über die Aktivierung der Neurokinin-Rezeptoren Erbrechen auslösen. Ein entsprechender Antagonist, der zur Verhütung von akuter und verzögerter Übelkeit und Erbrechen angewendet wird, ist Aprepitant. In Kombination mit Dexamethason wurde Aprepitant auch zur Therapie von COVID-19-Erkrankungen eingesetzt.
In der letzten Zeit ist die Beziehung von Substanz P zur Ätiologie und Therapie von COVID-19-Erkrankungen interessant geworden. Dabei geht es um die Rolle von Substanz P im Respirationstrakt. Das ist in Übereinstimmung mit früheren Befunden zur Rolle von Substanz P in der Regulation der Bronchomotorik und zur Pathogenese der bronchialen Hypereagibilität. Auch die geringere Empfindlichkeit von Kindern gegen COVID-19 und der plötzliche perinatale Kindstod soll mit dem Substanz-P-System in Beziehung stehen. Aktuelle Arbeiten zeigen Indizien für diese Bedeutung von Substanz P für die Ätiologie und Therapie der Covid 19-Infektion.